# Castianeira tenuiformis
Castianeira tenuiformis är en spindelart som beskrevs av Simon 1896. Castianeira tenuiformis ingår i släktet Castianeira och familjen flinkspindlar. Inga underarter finns listade i Catalogue of Life.